# Gimme! Gimme! Gimme! (A Man After Midnight)
Pour les articles homonymes, voir Gimme.
Singles de ABBA
Angeleyes
(1979) I Have a Dream
(1979)
Clip vidéo
[vidéo] « Gimme! Gimme! Gimme! (A Man After Midnight) », sur YouTube

Gimme! Gimme! Gimme! (A Man After Midnight), est une chanson disco du groupe suédois ABBA. Sorti en single le 12 octobre 1979 pour promouvoir la tournée européenne et australienne du groupe de cette année. Extrait de leur compilation Greatest Hits Vol. 2, il est l'un des plus importants succès du groupe.

## Histoire
Cette chanson d'ABBA, alors au sommet de son succès, est composée par Benny Andersson, avec des paroles de Björn Ulvaeus, interprétée par leurs épouses Agnetha Fältskog et Anni-Frid Lyngstad. Elle est enregistrée le 30 août 1979 aux studios Polar Music de Stockholm, en Suède, et avec pour titre provisoire Been and Gone and Done It. Elle est sortie en octobre avec leur compilation Greatest Hits Vol. 2 au début de leur tournée mondiale à guichet fermé en Amérique du Nord et en Europe. La ligne mélodique de la chanson a été jouée sur un synthétiseur ARP Odyssey.
Une autre chanson, Rubber Ball Man, a été enregistrée par ABBA à la même période, et était prévue à sortir en single. Elle reprenait l'arrangement typique d'ABBA avec Fältskog et Lyngstad au chant et l'utilisation de cordes classiques. Cette chanson a également été interprétée dans une version plus rock par le groupe pendant les répétitions de la tournée de 1979 sous le nom de Under My Sun. Cependant, le groupe a estimé que Gimme! Gimme! Gimme!, au son disco, serait un meilleur choix, et ainsi, Rubber Ball Man est resté un titre inédit,.
La version en espagnol, ¡Dame! ¡Dame! ¡Dame!, est enregistrée par ABBA en 1980. Cette version est sortie en single en Espagne, aux États-Unis et en Amérique latine pour la promotion de l'album Gracias por la música (en).

## Liste des titres
| A. | Gimme! Gimme! Gimme! (A Man After Midnight) | 4:45 |
| B. | The King Has Lost His Crown                 | 3:30 |

## Crédits
- Agnetha Fältskog – chant
- Anni-Frid Lyngstad – chœurs
- Benny Andersson – claviers, synthétiseurs, chœurs, producteur, arrangements
- Björn Ulvaeus – guitare, chœurs, producteur, arrangements
- Michael B. Tretow – ingénieur du son

## Classements et certifications
| Classement (1979–1980)                 | Meilleure position |
| -------------------------------------- | ------------------ |
| Afrique du Sud (Springbok Top 20)      | 16                 |
| Allemagne de l'Ouest (Media Control)   | 3                  |
| Australie (Kent Music Report)          | 8                  |
| Autriche (Ö3 Austria Top 40)           | 2                  |
| Belgique (Flandre Ultratop 50 Singles) | 1                  |
| Belgique (Flandre BRT Top 30)          | 1                  |
| Europe (Europarade)                    | 1                  |
| Finlande (Suomen virallinen lista)     | 1                  |
| France (IFOP)                          | 2                  |
| Irlande (IRMA)                         | 1                  |
| Japon (Oricon),                        | 17                 |
| Japon (Oricon International)           | 1                  |
| Norvège (VG-lista)                     | 2                  |
| Nouvelle-Zélande (RMNZ)                | 15                 |
| Pays-Bas (Nederlandse Top 40)          | 2                  |
| Pays-Bas (Single Top 100)              | 2                  |
| Royaume-Uni (UK Singles Chart)         | 3                  |
| Suède (Sverigetopplistan)              | 16                 |
| Suisse (Schweizer Hitparade)           | 1                  |

| Classement (1979)              | Position |
| ------------------------------ | -------- |
| Belgique (Flandre Ultratop 50) | 32       |
| Pays-Bas (Nederlandse Top 40)  | 42       |
| Pays-Bas (Single Top 100)      | 57       |
| France (SNEP)                  | 10       |

| Classement (1980)                    | Position |
| ------------------------------------ | -------- |
| Allemagne de l'Ouest (Media Control) | 54       |

### Certifications
| Pays                                                                           | Certification | Ventes   |
| ------------------------------------------------------------------------------ | ------------- | -------- |
| Allemagne (BVMI)                                                               | Or            | 250 000‡ |
| Danemark (IFPI)                                                                | Platine       | 100 000‡ |
| France (SNEP)                                                                  | Or            | 583 000  |
| Italie (FIMI)                                                                  | Platine       | 100 000‡ |
| Pays-Bas (NVPI)                                                                | Or            | 100 000^ |
| Portugal (AFP)                                                                 | Or            | 20 000‡  |
| Royaume-Uni (BPI)                                                              | Argent        | 250 000^ |
| Royaume-Uni (BPI) ventes numériques depuis 2004                                | Platine       | 600 000‡ |
| ^Mise en rayon selon la certification ‡ventes/streaming selon la certification |               |          |

## Reprises et échantillonnages
Ce tube est repris avec succès, entre autres par Erasure, A*Teens, et Saison 1 de Star Academy (France)...
En 2005, Madonna la reprend et l'adapte en version remixée, avec un sample du hook accrocheur de la chanson (joué au synthétiseur et à la flûte électronique) pour son tube international Hung Up, (vendu à plus de neuf millions d'exemplaires, n°1 des charts dans 41 pays) extrait de son album Confessions on a Dance Floor (2005). Remix repris par Ava Max avec Torn en 2019, et par Shana Vanguarde...

## Cinéma
- 2008 : Mamma Mia!, de Phyllida Lloyd, comédie musicale avec de nombreux tubes d'ABBA, interprétée par Amanda Seyfried.